# Learn to Fly
Learn to Fly is een nummer van de Amerikaanse band Foo Fighters. Het nummer verscheen op het album There Is Nothing Left to Lose uit 1999. Op 18 oktober van dat jaar werd het nummer uitgebracht als de eerste single van het album.

## Achtergrond
"Learn to Fly" betekende de eerste hit in de Billboard Hot 100 voor de Foo Fighters, waarbij het piekte op de negentiende plaats. Tevens was het de eerste nummer 1-hit van de band in de Alternative Songs-lijst.
De videoclip van het nummer speelt zich af in een commercieel vliegtuig in een parodie op de films Airplane! en Airport 1975 en diens opvolger Airport '77. Twee mecaniciens (gespeeld door Jack Black en Kyle Gass van Tenacious D) smokkelen hun verdovende middel genaamd "World Domination brand 'Erotic' Sleeping Powder" het vliegtuig in en verstoppen deze in het koffiezetapparaat. Hierdoor wordt iedereen die de koffie drinkt tijdelijk uitgeschakeld. De Foo Fighters, die ook in het vliegtuig zitten, dronken sterke drank in plaats van koffie en zien zichzelf genoodzaakt om zelf het vliegtuig te landen. Bijna alle rollen in de clip werden gespeeld door de bandleden zelf (Dave Grohl, Nate Mendel en Taylor Hawkins), waaronder de piloten en het personeel, een stel met overgewicht en een meisje dat Grohl om een handtekening vraagt. De videoclip won de Grammy Award for Best Short Form Music Video op de Grammy Awards 2001.
Op 30 juli 2015 plaatsten duizend Italiaanse muzikanten een video online waarin zij in Cesena gezamenlijk het nummer ten gehore brachten. Deze uitvoering werd gevolgd door de vraag of de Foo Fighters een concert in hun stad wilden geven. Een dag later gaf Grohl in het Italiaans antwoord op de video, waarin hij de makers bedankte voor "de prachtige video" en beloofde dat hij ze "snel zou zien". Op 3 november 2015 trad de band uiteindelijk op in Cesena, waarbij het concert opende met "Learn to Fly". De band die bij elkaar kwam voor de video, trad later nog enkele malen op onder de naam Rockin' 1000.

## Hitnoteringen

### Nederlandse Top 40
| Hitnotering: 20-11-1999 t/m 27-11-1999 | Hitnotering: 20-11-1999 t/m 27-11-1999 | Hitnotering: 20-11-1999 t/m 27-11-1999 | Hitnotering: 20-11-1999 t/m 27-11-1999 |
| Week                                   | 1                                      | 2                                      |                                        |
| -------------------------------------- | -------------------------------------- | -------------------------------------- | -------------------------------------- |
| Nummer                                 | 32                                     | 34                                     | uit                                    |

### Mega Top 100
| Hitnotering: 13-11-1999 t/m 15-01-2000 | Hitnotering: 13-11-1999 t/m 15-01-2000 | Hitnotering: 13-11-1999 t/m 15-01-2000 | Hitnotering: 13-11-1999 t/m 15-01-2000 | Hitnotering: 13-11-1999 t/m 15-01-2000 | Hitnotering: 13-11-1999 t/m 15-01-2000 | Hitnotering: 13-11-1999 t/m 15-01-2000 | Hitnotering: 13-11-1999 t/m 15-01-2000 | Hitnotering: 13-11-1999 t/m 15-01-2000 | Hitnotering: 13-11-1999 t/m 15-01-2000 | Hitnotering: 13-11-1999 t/m 15-01-2000 |
| Week                                   | 1                                      | 2                                      | 3                                      | 4                                      | 5                                      | 6                                      | 7                                      | 8                                      | 9                                      |                                        |
| -------------------------------------- | -------------------------------------- | -------------------------------------- | -------------------------------------- | -------------------------------------- | -------------------------------------- | -------------------------------------- | -------------------------------------- | -------------------------------------- | -------------------------------------- | -------------------------------------- |
| Positie                                | 77                                     | 72                                     | 76                                     | 72                                     | 75                                     | 75                                     | 80                                     | 86                                     | 94                                     | uit                                    |

### NPO Radio 2 Top 2000
| Nummer met noteringen in de NPO Radio 2 Top 2000 | '14 | '15 | '16 | '17 | '18 | '19 | '20 | '21 | '22 | '23 | '24 |
| ------------------------------------------------ | --- | --- | --- | --- | --- | --- | --- | --- | --- | --- | --- |
| Learn to Fly                                     | 496 | 306 | 429 | 377 | 379 | 440 | 464 | 466 | 442 | 508 | 586 |

1. ↑  Een vetgedrukt getal geeft de hoogste notering aan.
2. ↑  2014 was het eerste jaar met een notering voor dit nummer.